# Jacob Christopher Lembcke
Jacob Christopher Lembcke, född den 7 januari 1833 i Korsør, död den 14 februari 1907 i Köpenhamn, var en dansk djurvän och filantrop. 
Han var först anställd på tullkontoret i Bogense, därefter under Finansministeriet som assistent och senare kunglig revisor, tills han 1873 av hälsoskäl tog sitt avsked. Efter att således ha fått tiden till eget förfogande kunde Lembcke helt hänge sig till det intresse för humanitära ändamål, som redan tidigare hade upptagit honom. År 1875 var han med om att grundae "Foreningen til Dyrenes Beskyttelse", som vars styrelsemedlem och ordförande han sedan utvecklade en stor verksamhet, särskilt riktad mot alit slags djurplågeri; sitt bästa hjälpmedel under detta arbete hade han i den av honom från 1880 utgivna tidskriften Dyrevennen, som sedan övergick till föreningen. År 1882 var han i Stockholm medstiftare av "Nordiska samfundet till bekämpande af det vetenskapliga djurplågeriet". Slutligen deltog han 1892 i grundandet av "Foreningen til Oprettelse af Landbrugskolonier for fattige Børn", som satte barnuppfostran i nära förbindelse med djurskyddet.